# Receptor AMPA

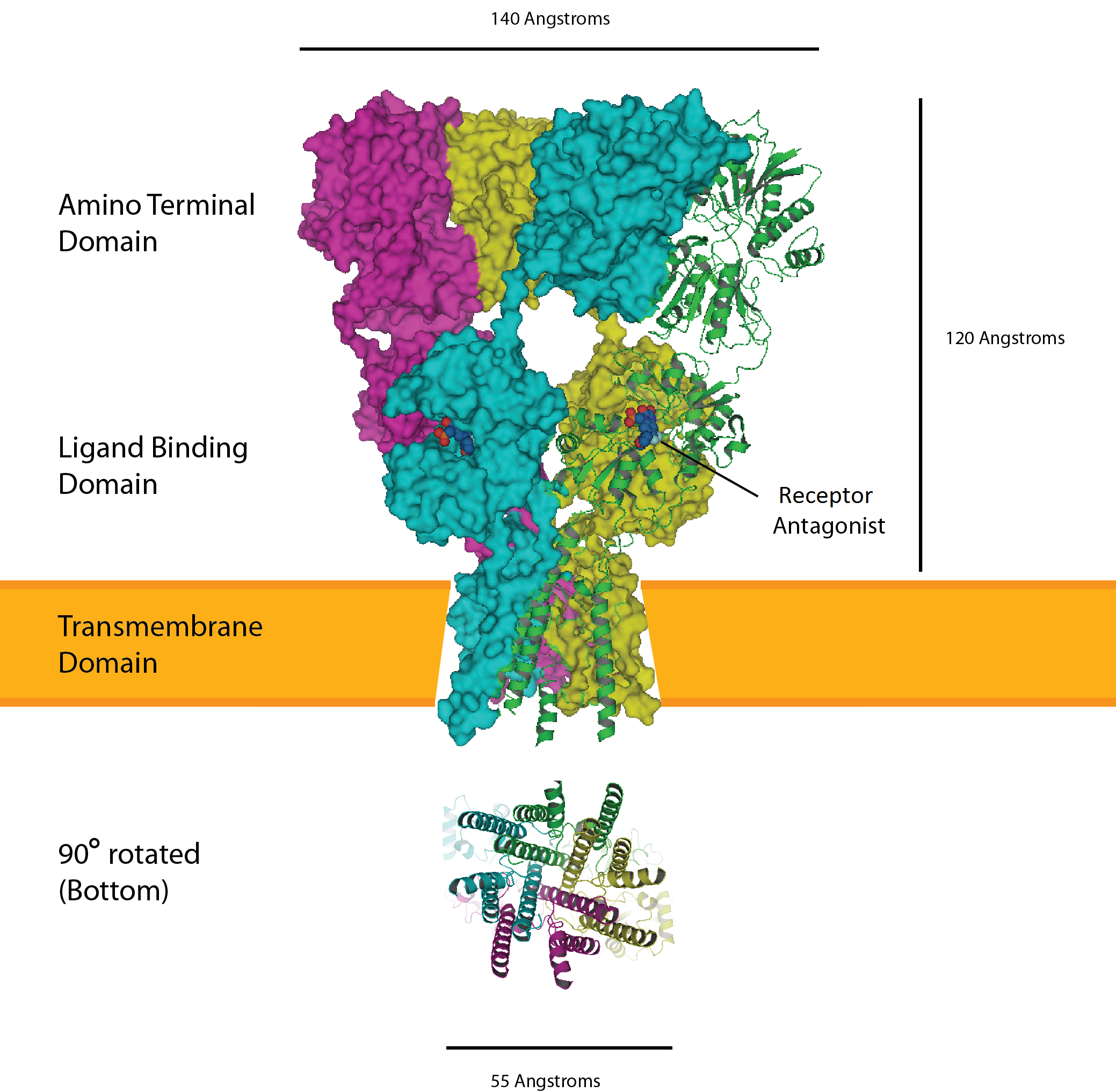
Budowa receptora AMPA i jego umiejscowienie w błonie

Receptor AMPA − jeden z czterech głównych receptorów kwasu glutaminowego, selektywnie aktywowany przez kwas α-amino-3-hydroksy-5-metylo-4-izoksazolopropionowy (AMPA), sztuczny analog glutaminianu.
|      |                  |
| AMPA | Kwas glutaminowy |

Jest to receptor jonotropowy, który pod wpływem związania ligandu staje się przepuszczalny dla jonów sodu (Na+), potasu (K+) oraz wapnia (Ca2+). Jest jednym z najbardziej powszechnych receptorów w ośrodkowym układzie nerwowym. Bierze udział w tzw. szybkim przekaźnictwie synaptycznym. Odgrywa również ważną rolę w zjawisku zwanym długotrwałym wzmocnieniem synaptycznym (LTP).
Poszczególne receptory AMPA są zbudowane z czterech typów podjednostek (GluR1, GluR2, GluR3 oraz GluR4) połączonych ze sobą w różnych kombinacjach.
Receptory AMPA razem z receptorami NMDA znajdują się w synapsach pobudzeniowych, gdzie wspólnie otwierają kanały wapniowe w odpowiedzi na bodziec, przy czym receptory NMDA działają wolniej i dłużej, a AMPA szybciej i krócej. Stosunek receptorów AMPA/NMDA rośnie wraz z wiekiem organizmu.